# Rakuwa
Rakuwa (en népalais : रकुवा) est un comité de développement villageois du Népal situé dans le district de Nawalparasi. Au recensement de 2011, il comptait 2 172 habitants.